# Turmhügel Alladorf
Der Turmhügel Alladorf, auch als Wale im Kühschwitz bezeichnet, ist eine abgegangene Turmhügelburg (Motte) etwa 400 Meter südsüdöstlich der Kirche von Alladorf, einem Gemeindeteil des Marktes Thurnau im Landkreis Kulmbach in Bayern.
Von der ehemaligen Motte hat sich nur der quadratische Turmhügel erhalten. Dieser ist von einem drei Meter tiefen Graben und einem sechs Meter breiten Wall umzogen. Auf dem Hügel steht heute ein zweigeschossiges Wohnstallhaus.
Das Gelände ist als Bodendenkmal D-4-6034-0017 „Mittelalterlicher Turmhügel“ vom Bayerischen Landesamt für Denkmalpflege erfasst.